# Peter Brown

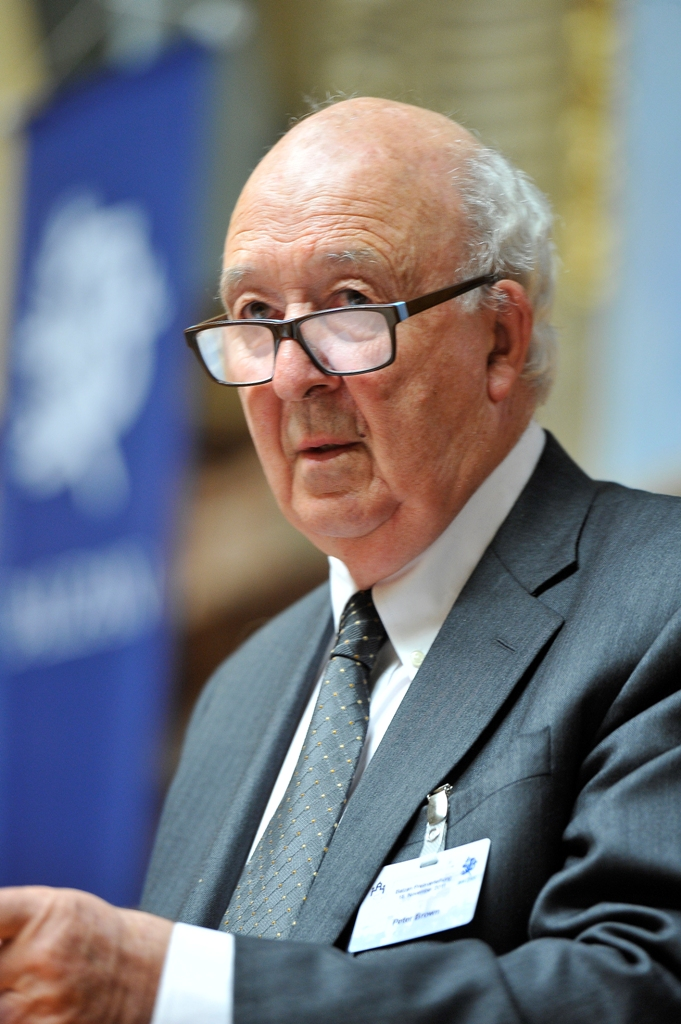
Peter Brown

Peter Robert Lamont Brown, född 1935 i Dublin, är en irländsk historiker, professor i historia vid Princeton.
Brown förknippas nu med senantiken på ungefär samma sätt som förr Jacob Burckhardt förbands med renässansen. Han vann internationell berömmelse på 1960-talet med en biografi över Augustinus, en bok som fortfarande är standardverket om denne. Därefter har han i en lång serie monografier och essäsamlingar svept över senantikens medelhavsvärld från Eufrat till Loire, med utnyttjande av ett ofantligt källmaterial på ett dussintal språk, men den inträngande psykologisk blick och med en lysande stil som gjuter liv i ofta skugglika och svårbegripliga figurer i forntidens skuggvärld. 
Nästan allt Brown skrivit syftar till att få oss att förstå hur rik och nyanserad hedendomen var som religion. Alla dess präster var ingalunda inblandade i orgier och sataniska riter utan ofta heliga män besjälade av äkta och djup fromhet. Inte heller var hedendomen nödvändigtvis en serie fragmentariska och isolerade kulter. 
Vår syn på Medelhavets historia under medeltiden har enligt Brown förvrängts av forskarnas benägenhet att betrakta Bysans som en värld för sig, vid sidan av det "underutvecklade" Västeuropas öden. Så till exempel handlar munkväsendets historia på 400- och 500-talet inte om en "orientalisk" rörelse som penetrerar västern, utan om ett fenomen som var gemensamt för hela Medelhavsområdet.